# Jacques de Biez
Jacques de Biez (1852-1915) va ser un periodista, historiador, polític i crític d'art francès. El seu nom real era Jacques Etienne Amadis Demallendre.
Va ser secretari de redacció del diari La République française i membre de la Ligue nationale anti-sémitique de France.

## Biografia
Jacques de Biez era republicà i va fundar, amb el polític i periodista Édouard Drumont la primera Ligue nationale anti-sémitique de France. Aquesta entitat va tenir una vida efímera però va precedir la Ligue antisémitique de France, d'en Jules Guérin, també coneguda com Grand Occident de France.
Segons un col·laborador de la revista francesa Gil Blas, Jacques de Biez va ser un dels "primers protagonistes de l'antisemitisme (sic)" a França.
Més endavant, De Biez es desmarcà d'Edouard Drumont pel seu suport a la República, que va permetre estructurar el moviment antisemita en aquest moment en un autèntic front polític
Així, poc després de la fundació del diari La Libre Parole de Drumont, Jacques de Biez va deixar París per establir-se al departament de Viena. Un cop allà, va fer amistat amb l'arqueòleg i historiador local, R. P. Camille de La Croix.
Va continuar la seva correspondència i col·laboració amb diverses publicacions parisenques, com La Libre Parole de Drumont, Gil Blas de Guérin i La Terre de France.
Durant diversos anys, Jacques de Biez va fer política radical a Viena, va ser elegit com a regidor del districte de Civray i col·laborava regularment al diari republicà, L'Avenir de la Vienne, d'Alexandre Masson.
Va deixar Poitou a principis del XX XX per tornar a París, on va morir el 1915.

## Obres
- amburini et la musique italienne, París, Tresse Editeur, 1877.
- La Question juive : la France ne peut pas être leur terre promise, C. Marpon i E. Flammarion, 1886.
- Le Solécisme du bordereau et les lettres de Dreyfus, A. Pierret, 1898.
- La Patrie intégrale. Un maître imagier E. Frémie, A les oficines de l'artista, 1896.
- E. Frémiet, amb prefaci de Frédéric Masson, París, Jouve, 1910, premi Charles-Blanc de l'Acadèmia Francesa el 1912.